# Joshua King
Joshua Christian Kojo King, född 15 januari 1992 i Oslo, är en norsk fotbollsspelare av gambianskt ursprung som spelar för Toulouse. Han har tidigare spelat för bland annat Manchester United, Bournemouth och Everton.

## Karriär
2005-2008 spelade han för Vålerenga IF. King gjorde seniordebut för Manchester United i Carling Cups-matchen mot Wolverhampton på Old Trafford den 23 september 2009, matchen slutade i en 1–0-vinst för Manchester United.
King debuterade i Premier League för Bournemouth den 8 augusti 2015 i en 1–0-förlust mot Aston Villa. 
I februari 2021 värvades King av Everton, där han skrev på ett kontrakt över säsongen 2020/2021. Den 4 juni 2021 meddelade Everton att King skulle lämna klubben i samband med att hans kontrakt gick ut. Den 9 juli 2021 värvades King av Watford, där han skrev på ett tvåårskontrakt med option på ytterligare ett år.
Den 13 juli 2022 värvades King på fri transfer av Fenerbahçe, där han skrev på ett tvåårskontrakt. Den 29 augusti 2024 värvades King av franska Toulouse.

## Meriter
Individuella
- Gullballen: 2017[8]